# Walter von Keudell
Walter von Keudell (17 de julio de 1884. Nápoles, Reino de Italia - Alemania occidental, Bonn, 7 de mayo de 1973) fue un experto forestal y político nacionalista y demócratacristiano alemán. Se desempeñó como ministro del Interior de Alemania entre 1927 y 1928 durante el período de la República de Weimar.

## Biografía

### Origen
Von Keudell nació en Castellamare di Stabia, Nápoles, Italia, el 17 de julio de 1884. Era el hijo mayor de Robert von Keudell, diplomático alemán y miembro del Reichstag. Su madre era Alexandra von Grünhof. Tenía un hermano, Otto von Keudell, y una hermana, Hedwig von Keudell. Walter von Keudell era un devoto protestante.

### Carrera política
Von Keudell comenzó su carrera en la administración forestal en Frankfurt/Oder en 1908. Desde 1915 trabajó en la Reichsgetreidestelle (administración de granos de Reich). De 1916 a 1920 von Keudell fue Landrat en Königsberg (Neumark) (hoy Chojna). Como resultado del fallido Kapp-Putsch, que él apoyó, von Keudell tuvo que retirarse y trabajó como agricultor en Gut Hohenlübbichow.
Sin embargo, volvió a la política y fue elegido miembro del Reichstag por el Partido Nacional del Pueblo Alemán (DNVP) de 1924 a 1930 (Partido Cristiano-Nacional de los Agricultores después de1929).
El 31 de enero de 1927, fue nombrado Reichsinnenminister (ministro del interior) en el cuarto gabinete del canciller Wilhelm Marx. Von Keudell fue uno de los tres miembros del gabinete nacionalista.
El gabinete renunció el 12 de junio de 1928 y Carl Severing reemplazó a von Keudell como ministro del Interior el 29 de junio de 1928, cuando el nuevo gobierno encabezado por Hermann Müller asumió el cargo.
Von Keudell se unió al NSDAP en 1933 y desde ese año fue Oberlandforstmeister y jefe de la Landesforstverwaltung prusiana en Brandeburgo.
En 1934, von Keudell se convirtió en Generalforstmeister. En 1936, el Reichsforstmeister Hermann Göring nombró a von Keudell como su Staatssekretär y diputado en el Reichsforstamt (ministerio de asuntos forestales). Sirvió en esta capacidad hasta 1937. Ese año también fue miembro del Reichsverkehrsrat (consejo de transporte del Reich).
Fue destituido de su cargo en 1937 (im einstweiligen Ruhestand ) cuando se negó a implementar la política forestal de Göring que abogaba por el uso de la cuota de tala obligatoria en bosques privados como en bosques públicos. Friedrich Alpers sucedió a von Keudell en el puesto.
Tras la Segunda Guerra Mundial, en 1948, von Keudell se unió a la Unión Demócrata Cristiana.
Von Keudell Murió en Bonn el 7 de mayo de 1973.

## Honores
- 18 de enero de 1923: Doctor Honoris de Ciencias Forestales, otorgado por la Academia de Eberswalde forestal
- 1930: Doctorado honorario de la Facultad de Teología de la Universidad de Greifswald
- 1937: Membresía honoraria de la Asociación Forestal Sueca
- 1954: Gran Cruz Federal al Mérito con estrella y bandolera
- Placa Honoraria de la Confederación de Expedicionarios